# Гувахати
Гувахати је град у Индији у држави Асам. Према незваничним резултатима пописа 2011. у граду је живело 963.429 становника.

## Становништво
Према незваничним резултатима пописа, у граду је 2011. живело 963.429 становника.
| 1991.   | 2001.   | 2011.   |
| ------- | ------- | ------- |
| 590.114 | 809.895 | 963.429 |